# Campionati italiani assoluti di atletica leggera indoor 2020
I cinquantunesimi Campionati italiani assoluti di atletica leggera indoor si sono svolti al Palaindoor di Ancona, sede della manifestazione per la tredicesima volta, dal 22 al 23 febbraio 2020 e hanno visto l'assegnazione di 26 titoli (13 maschili e 13 femminili).
Durante la manifestazione sono stati assegnati anche i titoli dei campionati italiani di società indoor e quelli del campionato italiano di società. La classifica maschile  ha visto vincitrice l'Atletica Vicentina, seguita da Atletica Studentesca Rieti Andrea Milardi e Atletica Bergamo 1959 Oriocenter. Al femminile ha trionfato la Bracco Atletica, seguita da Atletica Studentesca Rieti Andrea Milardi e Atletica Brescia 1950 Ispa Group.

## Risultati

### Uomini
| Specialità                                                                              | Oro                                                                                      | Prestazione | Argento | Prestazione | Bronzo                                                                              | Prestazione |
| Corse                                                                                   |                                                                                          |             | |             |                                                                                     |             |
| 60 m                                                                                    | Filippo Tortu Gruppi Sportivi Fiamme Gialle                                              | 6"60        | Massimiliano Ferraro Atletica Riccardi                                                                       | 6"66        | Hillary Wanderson Polanco Rijo Atletica Riccardi                                    | 6"77        |
| 400 m                                                                                   | Michele Tricca Gruppi Sportivi Fiamme Gialle                                             | 48"01       | Lorenzo Benati Atletica Roma Acquacetosa                                                                     | 48"26       | Mattia Casarico CUS Pro Patria Milano                                               | 48"38       |
| 800 m                                                                                   | Simone Barontini Gruppo Sportivo Fiamme Azzurre                                          | 1'48"41     | Gabriele Aquaro Team-A Lombardia                                                                             | 1'49"22     | Francesco Conti Atletica Imola Sacmi AVIS                                           | 1'51"45     |
| 1500 m                                                                                  | Yassin Bouih Gruppi Sportivi Fiamme Gialle                                               | 3'40"75     | Enrico Riccobon Atletica Brugnera Friulintagli                                                               | 3'40"93     | Mohad Abdikadar Sheik Ali Centro Sportivo Aeronautica Militare                      | 3'41"11     |
| 3000 m                                                                                  | Yassin Bouih Gruppi Sportivi Fiamme Gialle                                               | 8'24"75     | Ossama Meslek Atletica Vicentina                                                                             | 8'24"83     | Ahmed Abdelwahed Gruppi Sportivi Fiamme Gialle                                      | 8'24"95     |
| 60 m hs                                                                                 | Lorenzo Perini Centro Sportivo Aeronautica Militare                                      | 7"72        | Chituru Ali CUS Insubria Varese Como                                                                         | 7"90        | Giovanni Marchetti S.E.F. Virtus Emilsider Bologna                                  | 8"03        |
| Marcia 5000 m                                                                           | Francesco Fortunato Gruppi Sportivi Fiamme Gialle                                        | 18'50"22    | Leonardo Dei Tos Athletic Club 96 Alperia                                                                    | 19'44"62    | Aldo Andrei Gruppo Sportivo Valsugana Trentino                                      | 20'46"90    |
| Staffetta 4×2 giri                                                                      | Athletic Club 96 Alperia Isalbet Juarez Abdessalam Machmach Gabriele Prandi Brayan Lopez | 3'16"88     | Atletica Studentesca Rieti Andrea Milardi Michele Esposito Matteo Frattucci Joseph Twumasi Giorgio Trevisani | 3'17"20     | ACSI Campidoglio Palatino Andrea Flati Fabio Tardito Thomas Manfredi Matteo Iachini | 3'17"86     |
| Concorsi                                                                                |                                                                                          |             | |             |                                                                                     |             |
| Salto in alto                                                                           | Marco Fassinotti Centro Sportivo Aeronautica Militare                                    | 2,20 m      | Gianmarco Tamberi Gruppi Sportivi Fiamme Gialle                                                              | 2,20 m      | Manuel Lando Atletica Vicentina                                                     | 2,16 m      |
| Salto con l'asta                                                                        | Max Mandusic Trieste Atletica                                                            | 5,45 m      | Alessandro Sinno Centro Sportivo Aeronautica Militare                                                        | 5,20 m      | Ivan De Angelis Gruppi Sportivi Fiamme Gialle                                       | 5,10 m      |
| Salto in lungo                                                                          | Gabriele Chilà Gruppi Sportivi Fiamme Gialle                                             | 8,00 m      | Antonino Trio Athletic Club 96 Alperia                                                                       | 7,93 m      | Filippo Randazzo Gruppi Sportivi Fiamme Gialle                                      | 7,84 m      |
| Salto triplo                                                                            | Edoardo Accetta Atletica Virtus Lucca                                                    | 16,62 m     | Andrea Dallavalle Gruppi Sportivi Fiamme Gialle                                                              | 16,53 m     | Samuele Cerro Enterprise Sport & Service                                            | 16,47 m     |
| Getto del peso                                                                          | Leonardo Fabbri Centro Sportivo Aeronautica Militare                                     | 21,45 m     | Sebastiano Bianchetti Gruppo Sportivo Fiamme Oro                                                             | 19,39 m     | Lorenzo Del Gatto Centro Sportivo Carabinieri                                       | 19,13 m     |
| record dei campionati; record nazionale; record personale; record personale stagionale. |                                                                                          |             | |             |                                                                                     |             |

### Donne
| Specialità                                                                              | Oro                                                                                                  | Prestazione | Argento                                                                                         | Prestazione | Bronzo                                                                                           | Prestazione  |
| Corse                                                                                   | |             |                                                                                                 |             |                                                                                                  |              |
| 60 m                                                                                    | Irene Siragusa Centro Sportivo Esercito                                                              | 7"34        | Chiara Melon Atletica Brescia 1950 Ispa Group                                                   | 7"43        | Aurora Berton Libertas Friul Palmanova                                                           | 7"49         |
| 400 m                                                                                   | Ayomide Folorunso Gruppo Sportivo Fiamme Oro                                                         | 52"82       | Raphaela Lukudo Centro Sportivo Esercito                                                        | 53"10       | Rebecca Borga Gruppi Sportivi Fiamme Gialle                                                      | 54"44        |
| 800 m                                                                                   | Elena Bellò Gruppo Sportivo Fiamme Azzurre                                                           | 2'06"46     | Eloisa Coiro Gruppo Sportivo Fiamme Azzurre                                                     | 2'06"98     | Joyce Mattagliano Centro Sportivo Esercito                                                       | 2'07"41      |
| 1500 m                                                                                  | Gaia Sabbatini Gruppo Sportivo Fiamme Azzurre                                                        | 4'13"62     | Elena Bellò Gruppo Sportivo Fiamme Azzurre                                                      | 4'15"15     | Martina Tozzi Gruppi Sportivi Fiamme Gialle                                                      | 4'16"01      |
| 3000 m                                                                                  | Elisa Bortoli Centro Sportivo Esercito                                                               | 9'16"50     | Elisa Palmero Centro Sportivo Esercito                                                          | 9'17"33     | Federica Zanne Centro Sportivo Esercito                                                          | 9'22"02      |
| 60 m hs                                                                                 | Linda Guizzetti CUS Pro Patria Milano                                                                | 8"26        | Elisa Di Lazzaro Centro Sportivo Carabinieri                                                    | 8"29        | Giulia Latini Centro Sportivo Carabinieri                                                        | 8"31         |
| Marcia 3000 m                                                                           | Valentina Trapletti Centro Sportivo Esercito                                                         | 12'53"61    | Lidia Barcella Bracco Atletica                                                                  | 13'40"13 ~  | Ilaria Camilla Galli Atletica Firenze Marathon                                                   | 14'02"90 > ~ |
| Staffetta 4×2 giri                                                                      | Centro Sportivo Esercito Chiara Bazzoni Raphaela Lukudo Valentina Cavalleri Maria Benedicta Chigbolu | 3'40"81     | CUS Pro Patria Milano Virginia Troiani Serena Troiani Ilaria Burattin Aurora Casagrande Montesi | 3'43"29     | Atletica Brescia 1950 Ispa Group Alessia Seramondi Alexandra Almici Alessia Niotta Anna Polinari | 3'48"80      |
| Concorsi                                                                                | |             |                                                                                                 |             |                                                                                                  |              |
| Salto in alto                                                                           | Elena Vallortigara Centro Sportivo Carabinieri                                                       | 1,96 m      | Alessia Trost Gruppi Sportivi Fiamme Gialle                                                     | 1,90 m      | Erika Furlani Gruppo Sportivo Fiamme Oro                                                         | 1,90 m       |
| Salto con l'asta                                                                        | Elisa Molinarolo Atletica Riviera del Brenta                                                         | 4,30 m      | Sonia Malavisi Gruppi Sportivi Fiamme Gialle                                                    | 4,20 m      | Maria Roberta Gherca Atletica Velletri                                                           | 4,20 m       |
| Salto in lungo                                                                          | Laura Strati Atletica Vicentina                                                                      | 6,42 m      | Larissa Iapichino Atletica Firenze Marathon                                                     | 6,38 m      | Carol Zangobbo Assindustria Sport Padova                                                         | 6,17 m       |
| Salto triplo                                                                            | Dariya Derkach Centro Sportivo Aeronautica Militare                                                  | 13,40 m     | Ottavia Cestonaro Centro Sportivo Carabinieri                                                   | 13,16 m     | Giada Bilanzola Atletica Gran Sasso Teramo                                                       | 12,88 m      |
| Getto del peso                                                                          | Chiara Rosa Gruppo Sportivo Fiamme Azzurre                                                           | 16,56 m     | Sydney Giampietro Gruppi Sportivi Fiamme Gialle                                                 | 15,41 m     | Monia Cantarella CUS Perugia                                                                     | 15,15 m      |
| record dei campionati; record nazionale; record personale; record personale stagionale. | |             |                                                                                                 |             |                                                                                                  |              |

### Campionati italiani di prove multiple indoor
| Specialità                                                                              | Oro                                               | Prestazione | Argento                                       | Prestazione | Bronzo                                  | Prestazione |
| Eptathlon (uomini)                                                                      | Simone Cairoli Atletica Lecco Colombo Costruzioni | 5939 p.     | Dario Dester Cremona Sportiva Atletica Arvedi | 5680 p.     | Michele Brini Atletica Imola Sacmi AVIS | 5373 p.     |
| Pentathlon (donne)                                                                      | Sveva Gerevini Cremona Sportiva Atletica Arvedi   | 4031 p.     | Laura Oberto Bracco Atletica                  | 3873 p.     | Eleonora Ferrero CUS Genova             | 3756 p.     |
| record dei campionati; record nazionale; record personale; record personale stagionale. |                                                   |             |                                               |             |                                         |             |